# Arnäsvall
Arnäsvall – miejscowość (tätort) w Szwecji w gminie Örnsköldsvik w regionie Västernorrland. Około 345 mieszkańców.